# Schwarzwaldhäst
Schwarzwaldhästen är en grövre typ av hästras som funnits i Schwarzwaldskogarna i flera hundra år. Idag föds den upp på Tysklands äldsta statliga stuteri, Marbach utanför Stuttgart i delstaten Baden-Württemberg. Rasen är känd för sin speciella ljusbruna till mörkbruna färg med ljust lingul man och svans. Trots detta har hästen minskat från jordbruken men ökat i popularitet som ridhäst. Den mörka bruna färgen med lingul man och svans kallas för "Kohlfuchs" på tyska. 

## Historia
Schwarzwaldhästen har troligtvis sin härkomst i den primitiva och utdöda Skogshästen som levde i skogarna i Europa. Dokumentationer från Medeltiden har visat att hästar, mycket liknande den gamla typen av Schwarzwaldhästen har funnits i Schwarzwaldskogen redan då och användes mycket som packdjur, transportdjur och till ridning. På grund av deras naturliga uppväxt i skogen användes hästarna mycket inom skogsbruk och träindustrin. Hästarna hade även en naturlig säkerhet i den kuperade och lätt sluttande terrängen på jordbruken. 
Ett stort samarbete inom aveln på rasen gjorde att man kunde avla på de finaste exemplaren vilket gjorde att Schwarzwaldhästarna höll hög kvalitet. År 1896 startades en förening för rasen och en stambok utfärdades. Föreningen arbetade för att ge rasen en bättre och gemensam standard för alla hästarna som var väldigt olika i utseende. För att göra detta krävde föreningen att Schwarzwaldhästarna skulle korsas med Brabanthästar som skulle ge storlek och styrka till rasen. Men bönderna avlade istället hästarna på lättare inhemska lanthästar i smyg och många identitetspapper förfalskades för att kunna registrera fölen ändå. Föreningen märkte snart att inkorsningen av Brabanthästen inte var så lyckad och man tillät bönderna och uppfödarna att korsa in de raser de själva ville, medan man istället lade speciella regler om hästens utseende och temperament för att de skulle få registreras. 
Den speciella mörka flaxfärgen med ljus man och svans och även exteriören vittnar om att Schwarzwaldfuxen har släktskap med Österrikes kallblodshästar, Norikerhästen. Under 1950-talet blandade man in just Norikerhästen i rasen för att ytterligare binda den speciella färgen till hästarna och för att höja kvalitén ännu mer på rasen. Men trots detta fanns det bara ca 160 registrerade ston år 1981 och den tyska regeringen placerade rasen under beskydd och hjälpte till att göra reklam för rasen. För att se till att de bästa exemplaren användes i avel fick hingstarna genomgå prestationsprov för att bli godkända, samtidigt som stor vikt lades vid hästarnas exteriör, utseende och temperament. 
Runt år 2000 hade antalet hästar ökat till ca 800 registrerade hästar och antalet ökar konstant då hästarna visade sig fungera utmärkt som kaftigare ridhästar och det unika utseendet har gjort dem populära. Uppfödarna har nu satsat på de mindre hästarna att avla på för att ytterligare sälja rasen som kraftigare ridhästar och körhästar. Rasen anses fortfarande var hotad men antalet hästar ökar kraftigt.

## Egenskaper

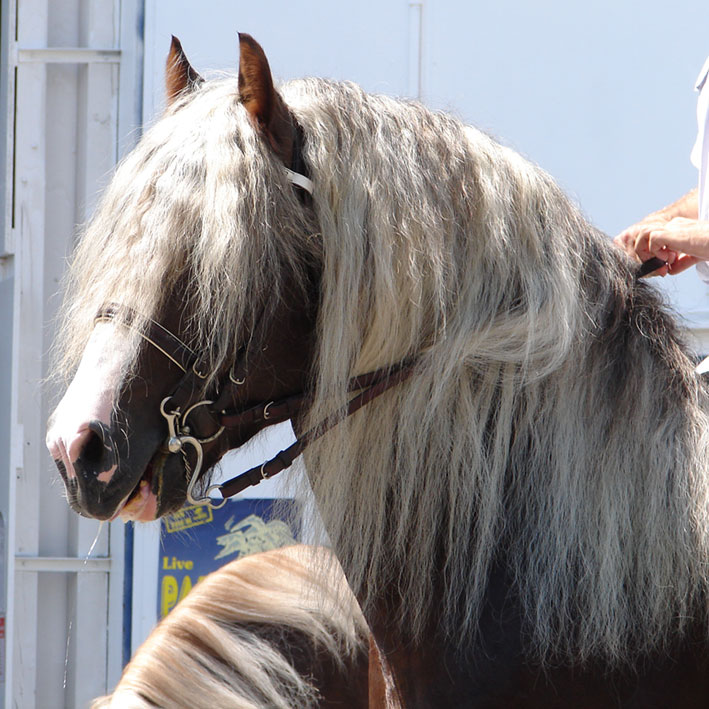
Schwarzwaldhästar har ofta kraftigt tagel i man och pannlugg som kan växa sig riktigt lång och tjock

Scwarzwaldhästen är liten i jämförelse med andra kallblodshästar men har ganska kraftig hals och ett stort huvud med bred panna och rak eller utåtbuktande nosrygg. Benen är ganska smala för en arbetshäst och har ganska lite hovskägg. Rasens främsta kännetecken är den mörka flaxfuxfärgen som kan variera från chokladbrun till nästan svart med en ljust gul eller vit man och svans. I Tyskland kallas färgen Kohlfuchs. Manen är oftast ganska kraftig och växer snabbt. 
Schwarzwaldhästen är stark och passar bra till jordbruksarbete och till transport, men den lite lättare kroppen gör att rasen blivit mer populär som ridhäst än som arbetshäst. 